# Llista de Béns Culturals d'Interès Nacional de l'Alt Empordà
Llista de Béns Culturals d'Interès Nacional de l'Alt Empordà inscrits en el Registre de Béns Culturals d'Interès Nacional (BCIN) del Departament de Cultura de la Generalitat de Catalunya per a la comarca de l'Alt Empordà. Inclou els béns immobles més rellevants del patrimoni cultural que tenen la categoria de protecció de major rang com a unitat singular, conjunt, espai o zona amb valors culturals, històrics o tècnics.
L'any 2018, l'Alt Empordà comptava amb 140 béns culturals d'interès nacional classificats en 132 monuments històrics, 3 conjunts històrics, 4 zones arqueològiques i 1 d'altres. A continuació es mostren les últimes dades disponibles ordenades per municipis.

## Patrimoni arquitectònic
| Monument | Protecció       | Estil/època                                                                    | Localització                                                                        | Coordenades                                          | Codi?         | Imatge |
| --- | --------------- | ------------------------------------------------------------------------------ | ----------------------------------------------------------------------------------- | ---------------------------------------------------- | ------------- | --- |
| Església parroquial de Santa Maria d'Agullana                                                                         | BCIN 3-MH-EN    | Romànic XII-XIII                                                               | Agullana Pl. de l'Església                                                          | 42° 23′ 39″ N, 2° 50′ 47″ E / 42.394169°N,2.846497°E | RI-51-0005082 | Església parroquial de Santa Maria d'Agullana · Vegeu més fotos d'aquest monument · Carregueu una nova foto d'aquest monument                                 |
| Porta antiga de la muralla, Portal d'Albanyà                                                                          | BCIN 727-MH     | Obra popular XI                                                                | Albanyà C. Sant Llorenç                                                             | 42° 18′ 15″ N, 2° 43′ 13″ E / 42.304173°N,2.720312°E | RI-51-0005782 | Portal d'Albanyà · Vegeu més fotos d'aquest monument · Carregueu una nova foto d'aquest monument                                                              |
| Torre de Corsavell | BCIN 728-MH     | Obra popular XIII-XV                                                           | Albanyà Entre el puig de la Plana i la solana de can Nou                            | 42° 18′ 46″ N, 2° 39′ 53″ E / 42.312698°N,2.664734°E | RI-51-0005783 | Torre de Corsavell (Albanyà) · Vegeu més fotos d'aquest monument · Carregueu una nova foto d'aquest monument                                                  |
| Mas Sobirà | BCIN 729-MH     | Obra popular X                                                                 | Albanyà Vall de Ribelles                                                            | 42° 20′ 39″ N, 2° 35′ 38″ E / 42.344189°N,2.59387°E  | RI-51-0005784 | Mas Sobirà (Albanyà) · Vegeu més fotos d'aquest monument · Carregueu una nova foto d'aquest monument                                                          |
| Castell d'Avinyonet, Comanda Hospitalera                                                                              | BCIN 495-MH     | Romànic XII                                                                    | Avinyonet de Puigventós Pl. de l'Església                                           | 42° 14′ 58″ N, 2° 54′ 52″ E / 42.249438°N,2.914542°E | RI-51-0003236 | Castell d'Avinyonet (Avinyonet de Puigventós) · Vegeu més fotos d'aquest monument · Carregueu una nova foto d'aquest monument                                 |
| Castell de Bàscara, Castell episcopal                                                                                 | BCIN 516-MH     | Obra popular XIII-XV, XVII                                                     | Bàscara Dins del nucli urbà de la població, extrem nord-oest                        | 42° 09′ 36″ N, 2° 54′ 33″ E / 42.159966°N,2.909072°E | RI-51-0005798 | Castell de Bàscara (Bàscara) · Vegeu més fotos d'aquest monument · Carregueu una nova foto d'aquest monument                                                  |
| Muralles de Bàscara                                                                                                   | BCIN 517-MH     | Obra popular XIII, XIV, XVIII                                                  | Bàscara Al voltant del nucli històric de la vila, sector nord                       | 42° 09′ 39″ N, 2° 54′ 36″ E / 42.160859°N,2.910011°E | RI-51-0005797 | Muralles de Bàscara · Vegeu més fotos d'aquest monument · Carregueu una nova foto d'aquest monument                                                           |
| Castell de Calabuig                                                                                                   | BCIN 518-MH     | Obra popular XII-XIV                                                           | Bàscara Mur de migdia de l'església parroquial de Sant Feliu, Calabuig              | 42° 09′ 07″ N, 2° 55′ 30″ E / 42.151995°N,2.925126°E | IPA-597       | Castell de Calabuig (Bàscara) · Vegeu més fotos d'aquest monument · Carregueu una nova foto d'aquest monument                                                 |
| Castell d'Orriols | BCIN 519-MH     | Renaixement, obra popular XVI-XVII, XVIII                                      | Bàscara C. del Castell, 2, Orriols                                                  | 42° 07′ 30″ N, 2° 54′ 25″ E / 42.124964°N,2.90694°E  | RI-51-0005800 | Castell d'Orriols (Bàscara) · Vegeu més fotos d'aquest monument · Carregueu una nova foto d'aquest monument                                                   |
| Castell de Biure, dit dels Comtes de Torralba                                                                         | BCIN 796-MH     | Obra popular XIV-XV                                                            | Biure A 300 m al nord-oest del nucli urbà                                           | 42° 20′ 23″ N, 2° 53′ 29″ E / 42.339629°N,2.891303°E | RI-51-0005811 | Carregueu una nova foto d'aquest monument |
| Castell palau de Boadella                                                                                             | BCIN 554-MH     | Gòtic, obra popular XIV                                                        | Boadella i les Escaules Pl. Constitució, 1                                          | 42° 19′ 48″ N, 2° 51′ 22″ E / 42.329884°N,2.856021°E | RI-51-0005815 | Castell palau de Boadella (Boadella i les Escaules) · Vegeu més fotos d'aquest monument · Carregueu una nova foto d'aquest monument                           |
| Castell de les Escaules, o baluard del castell de Llers                                                               | BCIN 555-MH     | Obra popular XIV                                                               | Boadella i les Escaules Al sud-oest del nucli urbà de les Escaules                  | 42° 19′ 08″ N, 2° 52′ 50″ E / 42.31892°N,2.880692°E  | RI-51-0005816 | Castell de les Escaules (Boadella i les Escaules) · Vegeu més fotos d'aquest monument · Carregueu una nova foto d'aquest monument                             |
| Castell de Creixell                                                                                                   | BCIN 741-MH     |                                                                                | Borrassà Sense restes                                                               | 42° 13′ 30″ N, 2° 55′ 39″ E / 42.224930°N,2.927510°E | RI-51-0005819 | Carregueu una nova foto d'aquest monument |
| La Torre, o Castell de Cabanes                                                                                        | BCIN 561-MH     | Obra popular XII, XIV, XIX                                                     | Cabanes Pl. de la Torre                                                             | 42° 18′ 25″ N, 2° 58′ 38″ E / 42.307059°N,2.977187°E | RI-51-0005821 | La Torre (Cabanes) · Vegeu més fotos d'aquest monument · Carregueu una nova foto d'aquest monument                                                            |
| Castell de Cadaqués, Torre de sa fusta des Baluard, Es Baluard, Casa de la Vila                                       | BCIN 568-MH     | Obra popular XIII, XX                                                          | Cadaqués C. d'en Silvi Rahola, 2                                                    | 42° 17′ 15″ N, 3° 16′ 38″ E / 42.287494°N,3.277214°E | RI-51-0005822 | Castell de Cadaqués · Vegeu més fotos d'aquest monument · Carregueu una nova foto d'aquest monument                                                           |
| Castell de Sant Jaume o de les Creus                                                                                  | BCIN 569-MH     | Obra popular XVII, XIX Inici                                                   | Cadaqués Turó de les Creus o de Sant Jaume                                          | 42° 17′ 25″ N, 3° 16′ 51″ E / 42.29029°N,3.280716°E  | RI-51-0005823 | Castell de Sant Jaume (Cadaqués) · Vegeu més fotos d'aquest monument · Carregueu una nova foto d'aquest monument                                              |
| Conjunt històric de Cadaqués                                                                                          | BCIN 1939-CH-EN | Gòtic, barroc Medieval                                                         | Cadaqués                                                                            | 42° 17′ 15″ N, 3° 16′ 33″ E / 42.287529°N,3.275843°E | RI-53-0000485 | Conjunt històric de Cadaqués · Vegeu més fotos d'aquest monument · Carregueu una nova foto d'aquest monument                                                  |
| Casa Salvador Dalí de Portlligat                                                                                      | BCIN 1949-MH-EN | Obra popular XX Inici                                                          | Cadaqués Portlligat                                                                 | 42° 17′ 36″ N, 3° 17′ 10″ E / 42.293216°N,3.28606°E  | RI-51-0009157 | Casa Salvador Dalí de Portlligat (Cadaqués) · Vegeu més fotos d'aquest monument · Carregueu una nova foto d'aquest monument                                   |
| Muralles i torres de defensa                                                                                          | BCIN 4151-MH    | Obra popular XIV-XV                                                            | Campmany C. de la Torre - pl. del Fort - c. Vilarnadal                              | 42° 22′ 21″ N, 2° 55′ 16″ E / 42.372527°N,2.921031°E | IPA-18024     | Muralles i torres de defensa (Campmany) · Vegeu més fotos d'aquest monument · Carregueu una nova foto d'aquest monument                                       |
| Castell de Cantallops                                                                                                 | BCIN 618-MH     | Obra popular XIII-XIV                                                          | Cantallops Adossat a l'església de Sant Esteve                                      | 42° 25′ 21″ N, 2° 55′ 30″ E / 42.422456°N,2.924913°E | RI-51-0005847 | Castell de Cantallops · Vegeu més fotos d'aquest monument · Carregueu una nova foto d'aquest monument                                                         |
| Església de Santa Maria                                                                                               | BCIN 98-MH      | Romànic, gòtic XIII-XV, XVII-XVIII                                             | Castelló d'Empúries Pl. Mossèn Cinto Verdaguer, 1                                   | 42° 15′ 34″ N, 3° 04′ 33″ E / 42.259509°N,3.07586°E  | RI-51-0000569 | Església de Santa Maria (Castelló d'Empúries) · Vegeu més fotos d'aquest monument · Carregueu una nova foto d'aquest monument                                 |
| Muralles, Torre del Portal de la Gallarda                                                                             | BCIN 659-MH     | Obra popular XIII-XVI                                                          | Castelló d'Empúries Zona del Rec del Molí                                           | 42° 15′ 38″ N, 3° 04′ 35″ E / 42.260511°N,3.076359°E | RI-51-0005856 | Muralles (Castelló d'Empúries) · Vegeu més fotos d'aquest monument · Carregueu una nova foto d'aquest monument                                                |
| La Casa Gran | BCIN 660-MH     | Gòtic, obra popular XIV                                                        | Castelló d'Empúries C. del Portal Nou                                               | 42° 15′ 39″ N, 3° 04′ 32″ E / 42.260797°N,3.075603°E | RI-51-0005857 | La Casa Gran (Castelló d'Empúries) · Vegeu més fotos d'aquest monument · Carregueu una nova foto d'aquest monument                                            |
| Palau Comtal, antic Convent de Sant Domènec, actual Ajuntament                                                        | BCIN 661-MH     | Barroc XVII-XVIII                                                              | Castelló d'Empúries Pl. del Joc de la Pilota                                        | 42° 15′ 29″ N, 3° 04′ 26″ E / 42.258052°N,3.073936°E | RI-51-0005858 | Palau Comtal (Castelló d'Empúries) · Vegeu més fotos d'aquest monument · Carregueu una nova foto d'aquest monument                                            |
| Fort Fuseller o Baluard, Torre Carlina                                                                                | BCIN 662-MH     | Obra popular XIX                                                               | Castelló d'Empúries C. Calciners - pg. de les Oques                                 | 42° 15′ 19″ N, 3° 04′ 20″ E / 42.25537°N,3.072332°E  | RI-51-0005859 | Fort Fuseller (Castelló d'Empúries) · Vegeu més fotos d'aquest monument · Carregueu una nova foto d'aquest monument                                           |
| Torre Ribota | BCIN 663-MH     | Obra popular XV                                                                | Castelló d'Empúries Sense restes. Sector d'Empuriabrava                             |                                                      | RI-51-0005860 | Carregueu una nova foto d'aquest monument |
| Castell de Vilarig | BCIN 687-MH     | Barroc, obra popular XII, XIV, XVII                                            | Cistella Veïnat de Vilarig                                                          | 42° 17′ 11″ N, 2° 50′ 01″ E / 42.286271°N,2.833727°E | RI-51-0005869 | Castell de Vilarig (Cistella) · Vegeu més fotos d'aquest monument · Carregueu una nova foto d'aquest monument                                                 |
| Castell de Mont-roig, Torre del Mas Puig                                                                              | BCIN 814-MH     | Obra popular XVII                                                              | Darnius Al sud-est del nucli urbà, dalt d'un turó prop del Ricardell                | 42° 21′ 08″ N, 2° 52′ 31″ E / 42.352168°N,2.875403°E | RI-51-0005885 | Castell de Mont-roig (Darnius) · Vegeu més fotos d'aquest monument · Carregueu una nova foto d'aquest monument                                                |
| Alfolí, el Pòsit Vell                                                                                                 | BCIN 116-MH-EN  | Obra popular XVII                                                              | L'Escala C. Alfolí, 6                                                               | 42° 07′ 33″ N, 3° 08′ 02″ E / 42.125911°N,3.133867°E | RI-51-0005085 | Alfolí (l'Escala) · Vegeu més fotos d'aquest monument · Carregueu una nova foto d'aquest monument                                                             |
| Cementiri Vell de l'Escala, cementiri marí, cementiri mariner                                                         | BCIN 242-MH-EN  | Obra popular XIX Inici                                                         | L'Escala C. Garbí, 15                                                               | 42° 07′ 19″ N, 3° 08′ 11″ E / 42.121952°N,3.136325°E | RI-51-0005084 | Cementiri Vell de l'Escala · Vegeu més fotos d'aquest monument · Carregueu una nova foto d'aquest monument                                                    |
| Torre d'en Montgó | BCIN 818-MH     | Obra popular XVI                                                               | L'Escala Al cim de la muntanya de Montgó                                            | 42° 06′ 39″ N, 3° 10′ 27″ E / 42.110794°N,3.17413°E  | RI-51-0005887 | Torre d'en Montgó (l'Escala) · Vegeu més fotos d'aquest monument · Carregueu una nova foto d'aquest monument                                                  |
| Torre del Pedró | BCIN 820-MH     | Obra popular XVI, XVIII                                                        | L'Escala Al cim del puig del Pedró                                                  | 42° 07′ 36″ N, 3° 07′ 41″ E / 42.126786°N,3.127929°E | RI-51-0005889 | Torre del Pedró (l'Escala) · Vegeu més fotos d'aquest monument · Carregueu una nova foto d'aquest monument                                                    |
| Torres de defensa de les Corts, Mas Feliu o Can Baix, Mas Torreportes o Can Noguera o Mas Picaportes                  | BCIN 821-MH     | Obra popular XVII-XVIII                                                        | L'Escala Veïnat de les Corts                                                        | 42° 07′ 29″ N, 3° 06′ 50″ E / 42.124832°N,3.113914°E | RI-51-0005890 | Torres de defensa de les Corts (l'Escala) · Vegeu més fotos d'aquest monument · Carregueu una nova foto d'aquest monument                                     |
| Castell de Cinc Claus, Torre i portal de Cinc Claus                                                                   | BCIN 912-MH     | Obra popular XIV                                                               | L'Escala Veïnat de Cinc Claus                                                       | 42° 08′ 14″ N, 3° 06′ 03″ E / 42.137244°N,3.100884°E | RI-51-0005891 | Castell de Cinc Claus (l'Escala) · Vegeu més fotos d'aquest monument · Carregueu una nova foto d'aquest monument                                              |
| Sant Martí d'Empúries                                                                                                 | BCIN 1944-CH-EN | Obra popular, gòtic Medieval                                                   | L'Escala Sant Martí d'Empúries, nucli urbà                                          | 42° 08′ 21″ N, 3° 07′ 07″ E / 42.139258°N,3.118620°E | RI-53-0000490 | Sant Martí d'Empúries (l'Escala) · Vegeu més fotos d'aquest monument · Carregueu una nova foto d'aquest monument                                              |
| Convent de Santa Maria de Gràcia, Museu d'Empúries, Museu Monogràfic d'Empúries                                       | BCIN 4165-MH    | Historicisme, obra popular XVII, XX Inici                                      | L'Escala C. Puig i Cadafalch, turó de la Neapolis d'Empúries                        | 42° 08′ 06″ N, 3° 07′ 11″ E / 42.135117°N,3.119813°E | RI-51-0001351 | Convent de Santa Maria de Gràcia (l'Escala) · Vegeu més fotos d'aquest monument · Carregueu una nova foto d'aquest monument                                   |
| Castell i muralla de Sant Martí d'Empúries, Castell Carolingi                                                         | BCIN 4611-MH    | Obra popular X, XIII, XV                                                       | L'Escala Nucli Sant Martí d'Empúries                                                | 42° 08′ 24″ N, 3° 07′ 02″ E / 42.139888°N,3.117136°E | IPA-916       | Castell i muralla de Sant Martí d'Empúries (l'Escala) · Vegeu més fotos d'aquest monument · Carregueu una nova foto d'aquest monument                         |
| Castell d'Espolla | BCIN 828-MH     | Obra popular XIII-XIV                                                          | Espolla C. Figueres - c. del Castell                                                | 42° 23′ 25″ N, 3° 00′ 06″ E / 42.390286°N,3.001571°E | RI-51-0005892 | Castell d'Espolla · Vegeu més fotos d'aquest monument · Carregueu una nova foto d'aquest monument                                                             |
| Castell del Far | BCIN 841-MH     | Obra popular XIII-XIV                                                          | El Far d'Empordà C. de l'Església, 2                                                | 42° 15′ 06″ N, 2° 59′ 46″ E / 42.251783°N,2.996014°E | RI-51-0005895 | Castell del Far (el Far d'Empordà) · Vegeu més fotos d'aquest monument · Carregueu una nova foto d'aquest monument                                            |
| Església de Sant Martí del Far                                                                                        | BCIN 842-MH     | Romànic XIII                                                                   | El Far d'Empordà C. de l'Església, 2                                                | 42° 15′ 07″ N, 2° 59′ 46″ E / 42.251902°N,2.99611°E  | RI-51-0005896 | Església de Sant Martí del Far (el Far d'Empordà) · Vegeu més fotos d'aquest monument · Carregueu una nova foto d'aquest monument                             |
| Torre Gorgot, Torre Galatea                                                                                           | BCIN 845-MH     | Obra popular XVII, XX Inici                                                    | Figueres Pujada del Castell, 26-28                                                  | 42° 16′ 05″ N, 2° 57′ 33″ E / 42.268152°N,2.959088°E | RI-51-0005898 | Torre Gorgot (Figueres) · Vegeu més fotos d'aquest monument · Carregueu una nova foto d'aquest monument                                                       |
| Castell de Sant Ferran                                                                                                | BCIN 846-MH     | Neoclassicisme XVIII                                                           | Figueres Pujada del Castell                                                         | 42° 16′ 21″ N, 2° 56′ 54″ E / 42.272408°N,2.948407°E | RI-51-0005897 | Castell de Sant Ferran (Figueres) · Vegeu més fotos d'aquest monument · Carregueu una nova foto d'aquest monument                                             |
| Església fortificada de Vilatenim, Església de Sant Joan                                                              | BCIN 847-MH     | Romànic XI                                                                     | Figueres Vilatenim                                                                  | 42° 16′ 16″ N, 2° 59′ 42″ E / 42.271212°N,2.994879°E | RI-51-0005899 | Església fortificada de Vilatenim (Figueres) · Vegeu més fotos d'aquest monument · Carregueu una nova foto d'aquest monument                                  |
| Museu de l'Empordà | BCIN 4166-MH    | Darreres tendències XX Final                                                   | Figueres Rbla. Sara Jordà, 2                                                        | 42° 16′ 00″ N, 2° 57′ 43″ E / 42.266671°N,2.961859°E | RI-51-0001353 | Museu de l'Empordà (Figueres) · Vegeu més fotos d'aquest monument · Carregueu una nova foto d'aquest monument                                                 |
| Patronat de la Catequística                                                                                           | BCIN 4292-MH-EN | Racionalisme XX Inici                                                          | Figueres Rda. del Rector Aroles                                                     | 42° 16′ 06″ N, 2° 57′ 25″ E / 42.268407°N,2.956814°E | IPA-19593     | Patronat de la Catequística (Figueres) · Vegeu més fotos d'aquest monument · Carregueu una nova foto d'aquest monument                                        |
| Casa de la Reina Sibil·la, o Can Borrassana                                                                           | BCIN 870-MH     | Renaixement XVII                                                               | Fortià C. de la Reina Sibil·la, 1                                                   | 42° 14′ 41″ N, 3° 02′ 21″ E / 42.244656°N,3.039251°E | RI-51-0005911 | Casa de la Reina Sibil·la (Fortià) · Vegeu més fotos d'aquest monument · Carregueu una nova foto d'aquest monument                                            |
| Castell d'Arenys | BCIN 881-MH     | Gòtic tardà, obra popular XII, XVI                                             | Garrigàs Annex a l'església de Sant Sadurní, veïnat d'Arenys d'Empordà              | 42° 09′ 57″ N, 2° 57′ 13″ E / 42.165835°N,2.953576°E | RI-51-0005912 | Castell d'Arenys (Garrigàs) · Vegeu més fotos d'aquest monument · Carregueu una nova foto d'aquest monument                                                   |
| Castell de Vilajoan                                                                                                   | BCIN 882-MH     | Gòtic XIV-XV                                                                   | Garrigàs C. de Dalt, Vilajoan                                                       | 42° 09′ 53″ N, 2° 56′ 04″ E / 42.164718°N,2.934486°E | RI-51-0005913 | Castell de Vilajoan (Garrigàs) · Vegeu més fotos d'aquest monument · Carregueu una nova foto d'aquest monument                                                |
| Torre de Mala Veïna                                                                                                   | BCIN 883-MH     | Obra popular XIII-XIV                                                          | Garriguella Ctra. C-252, km 50, puig de Mala Veïna                                  | 42° 19′ 51″ N, 3° 02′ 12″ E / 42.330957°N,3.036789°E | RI-51-0005914 | Torre de Mala Veïna (Garriguella) · Vegeu més fotos d'aquest monument · Carregueu una nova foto d'aquest monument                                             |
| Castell de Requesens                                                                                                  | BCIN 952-MH     | Historicisme XIX Final                                                         | La Jonquera A llevant del nucli urbà, 7 km a l'est del veïnat de Requesens          | 42° 26′ 47″ N, 2° 56′ 41″ E / 42.446454°N,2.944778°E | RI-51-0005929 | Castell de Requesens (la Jonquera) · Vegeu més fotos d'aquest monument · Carregueu una nova foto d'aquest monument                                            |
| Castell de Rocabertí                                                                                                  | BCIN 953-MH     | Medieval                                                                       | La Jonquera                                                                         | 42° 26′ 13″ N, 2° 53′ 03″ E / 42.436878°N,2.884094°E | RI-51-0005930 | Castell de Rocabertí (la Jonquera) · Vegeu més fotos d'aquest monument · Carregueu una nova foto d'aquest monument                                            |
| Castell de Canadal | BCIN 954-MH     | Obra popular XV                                                                | La Jonquera A 1 km al nord-est del poble                                            | 42° 24′ 37″ N, 2° 52′ 58″ E / 42.410412°N,2.882883°E | RI-51-0005931 | Carregueu una nova foto d'aquest monument |
| Església de Santa Maria                                                                                               | BCIN 142-MH     | Romànic XII                                                                    | Lladó Pl. de l'Església                                                             | 42° 14′ 52″ N, 2° 48′ 49″ E / 42.247746°N,2.813489°E | RI-51-0000309 | Església de Santa Maria (Lladó) · Vegeu més fotos d'aquest monument · Carregueu una nova foto d'aquest monument                                               |
| Monestir de Santa Maria de Lladó, o Sant Joan de Lladó                                                                | BCIN 352-MH     | Romànic XII                                                                    | Lladó Pl. de la Constitució                                                         | 42° 14′ 53″ N, 2° 48′ 48″ E / 42.248073°N,2.813458°E | IPA-400       | Monestir de Santa Maria de Lladó · Vegeu més fotos d'aquest monument · Carregueu una nova foto d'aquest monument                                              |
| Torre, Castell de Llançà, Palau de l'Abat                                                                             | BCIN 972-MH     | Gòtic, obra popular XV, XVII                                                   | Llançà C. Dins la Vila - c. de l'Església, 7                                        | 42° 21′ 46″ N, 3° 09′ 05″ E / 42.362846°N,3.151468°E | RI-51-0005934 | Torre (Llançà) · Vegeu més fotos d'aquest monument · Carregueu una nova foto d'aquest monument                                                                |
| Castell de Llers | BCIN 979-MH-EN  | Obra popular XIII                                                              | Llers Camí del Castell                                                              | 42° 17′ 44″ N, 2° 54′ 42″ E / 42.295672°N,2.911688°E | RI-51-0005935 | Castell de Llers · Vegeu més fotos d'aquest monument · Carregueu una nova foto d'aquest monument                                                              |
| Castell d'Hortal | BCIN 980-MH     | Obra popular XIII-XIV                                                          | Llers A 1 km a l'oest del nucli urbà, prop del mas de l'Estela                      | 42° 18′ 08″ N, 2° 53′ 51″ E / 42.302326°N,2.897601°E | RI-51-0005936 | Castell d'Hortal (Llers) · Vegeu més fotos d'aquest monument · Carregueu una nova foto d'aquest monument                                                      |
| Casal a la Vall, ruïnes del castell de la Vall, castell des Güell, Desgüell, Desdinyol de la Vall                     | BCIN 981-MH     | Obra popular Medieval, XVII-XVIII                                              | Llers Veïnat de la Vall                                                             | 42° 17′ 51″ N, 2° 55′ 09″ E / 42.297441°N,2.919294°E | RI-51-0005937 | Casal a la Vall (Llers) · Vegeu més fotos d'aquest monument · Carregueu una nova foto d'aquest monument                                                       |
| Ruïnes del castell de Sarraí, Serraí, Serrahí                                                                         | BCIN 982-MH     | Obra popular Medieval, XVIII Inici                                             | Llers Veïnat de la Vall                                                             | 42° 18′ 07″ N, 2° 55′ 26″ E / 42.301822°N,2.923763°E | RI-51-0005938 | Ruïnes del castell de Sarraí (Llers) · Vegeu més fotos d'aquest monument · Carregueu una nova foto d'aquest monument                                          |
| Ruïnes del castell del Gorg                                                                                           | BCIN 983-MH     | Obra popular Medieval                                                          | Llers Al costat del torrent de la Serra, paratge de la Borrassa                     | 42° 18′ 17″ N, 2° 55′ 16″ E / 42.304819°N,2.921212°E | RI-51-0005939 | Ruïnes del castell del Gorg (Llers) · Vegeu més fotos d'aquest monument · Carregueu una nova foto d'aquest monument                                           |
| Murs de defensa | BCIN 1004-MH    | Obra popular XIV-XV                                                            | Maçanet de Cabrenys Al voltant de la pl. del Castell                                | 42° 23′ 10″ N, 2° 44′ 50″ E / 42.386035°N,2.747228°E | RI-51-0005948 | Murs de defensa (Maçanet de Cabrenys) · Vegeu més fotos d'aquest monument · Carregueu una nova foto d'aquest monument                                         |
| Castell de Cabrera | BCIN 1005-MH    | Obra popular XI-XII                                                            | Maçanet de Cabrenys Al nord-est del poble                                           | 42° 24′ 27″ N, 2° 46′ 24″ E / 42.407402°N,2.773213°E | RI-51-0005949 | Castell de Cabrera (Maçanet de Cabrenys) · Vegeu més fotos d'aquest monument · Carregueu una nova foto d'aquest monument                                      |
| Castell de Vilarnadal, o Can Pol, Mas Pou                                                                             | BCIN 1030-MH    | Gòtic, obra popular XIV-XV                                                     | Masarac Vilarnadal, al sud-est del nucli urbà, a tocar la GIV-6026                  | 42° 20′ 27″ N, 2° 57′ 15″ E / 42.340833°N,2.954034°E | RI-51-0005956 | Castell de Vilarnadal (Masarac) · Vegeu més fotos d'aquest monument · Carregueu una nova foto d'aquest monument                                               |
| Castell de Navata i Capella de Navata                                                                                 | BCIN 1113-MH    | Romànic XIII                                                                   | Navata A uns 2 km al sud-oest del nucli urbà                                        | 42° 12′ 38″ N, 2° 51′ 32″ E / 42.210521°N,2.858813°E | RI-51-0005966 | Castell de Navata · Vegeu més fotos d'aquest monument · Carregueu una nova foto d'aquest monument                                                             |
| Torre Mirona | BCIN 1114-MH    |                                                                                | Navata                                                                              | 42° 13′ 59″ N, 2° 51′ 56″ E / 42.232979°N,2.865442°E | RI-51-0005967 | Carregueu una nova foto d'aquest monument |
| Mas Vilar, Mas Vilà                                                                                                   | BCIN 1143-MH    | Obra popular XVII-XVIII, XX                                                    | Ordis                                                                               | 42° 12′ 15″ N, 2° 53′ 57″ E / 42.204045°N,2.899293°E | RI-51-0005972 | Carregueu una nova foto d'aquest monument |
| Palau Sardiaca, Castell de Palau Sardiaca                                                                             | BCIN 1179-MH    | Gòtic XIV, XVI                                                                 | Palau de Santa Eulàlia Veïnat de Palau                                              | 42° 10′ 39″ N, 2° 58′ 10″ E / 42.177522°N,2.96932°E  | RI-51-0003237 | Palau Sardiaca (Palau de Santa Eulàlia) · Vegeu més fotos d'aquest monument · Carregueu una nova foto d'aquest monument                                       |
| Castell de Palau-saverdera, Torre del Rellotge                                                                        | BCIN 1183-MH    | Obra popular XV                                                                | Palau-saverdera Pl. Major (antiga plaça del Castell)                                | 42° 18′ 28″ N, 3° 09′ 00″ E / 42.307764°N,3.149903°E | RI-51-0005997 | Castell de Palau-saverdera · Vegeu més fotos d'aquest monument · Carregueu una nova foto d'aquest monument                                                    |
| Torre del Vent, Molí del Vent                                                                                         | BCIN 1185-MH    | XVII-XVIII                                                                     | Palau-saverdera Prop de la ctra. GIV-612                                            | 42° 17′ 31″ N, 3° 08′ 00″ E / 42.291901°N,3.133351°E | RI-51-0005998 | Torre del Vent (Palau-saverdera) · Vegeu més fotos d'aquest monument · Carregueu una nova foto d'aquest monument                                              |
| Mas de la Torre, Estany Bos, Mas de la Torre de l'Albert                                                              | BCIN 1186-MH    | XIV, XVII                                                                      | Palau-saverdera Ctra. GIV 612 d'Empuriabrava a Palau-saverdera, km 2                | 42° 16′ 49″ N, 3° 07′ 59″ E / 42.280348°N,3.133164°E | RI-51-0005999 | Mas de la Torre (Palau-saverdera) · Vegeu més fotos d'aquest monument · Carregueu una nova foto d'aquest monument                                             |
| Castell o Cal Marquès                                                                                                 | BCIN 1212-MH    | Obra popular XVII-XVIII                                                        | Pau Pl. Major, 6                                                                    | 42° 18′ 56″ N, 3° 07′ 00″ E / 42.315669°N,3.116549°E | RI-51-0006016 | Carregueu una nova foto d'aquest monument |
| Castell de Vilaüt | BCIN 1213-MH    | Obra popular XIII-XV                                                           | Pau Camp del Castell, vora Vilaüt, GR 92-0                                          | 42° 17′ 55″ N, 3° 06′ 52″ E / 42.298562°N,3.114432°E | RI-51-0006017 | Castell de Vilaüt (Pau) · Vegeu més fotos d'aquest monument · Carregueu una nova foto d'aquest monument                                                       |
| Castell de Marzà, muralles de Marzà, portal de Marzà                                                                  | BCIN 1215-MH    | Obra popular XIII, XIV                                                         | Pedret i Marzà Nucli antic de Marzà                                                 | 42° 18′ 41″ N, 3° 04′ 00″ E / 42.311399°N,3.066753°E | RI-51-0006018 | Castell de Marzà (Pedret i Marzà) · Vegeu més fotos d'aquest monument · Carregueu una nova foto d'aquest monument                                             |
| Claustre de Sant Domènec                                                                                              | BCIN 172-MH     | Romànic XIII                                                                   | Peralada Pl. de Sant Domènec                                                        | 42° 18′ 26″ N, 3° 00′ 30″ E / 42.30719°N,3.008338°E  | RI-51-0000575 | Claustre de Sant Domènec (Peralada) · Vegeu més fotos d'aquest monument · Carregueu una nova foto d'aquest monument                                           |
| Restes de muralles | BCIN 1219-MH    | Obra popular X, XIII, XIX Mitjan                                               | Peralada C. Sant Sebastià, c. Sota Muralla, c. les Monges                           | 42° 18′ 33″ N, 3° 00′ 27″ E / 42.30915°N,3.007362°E  | RI-51-0006024 | Restes de muralles (Peralada) · Vegeu més fotos d'aquest monument · Carregueu una nova foto d'aquest monument                                                 |
| Castell Palau de Peralada                                                                                             | BCIN 1220-MH    | Gòtic, renaixement XIV, XVI, XIX Mitjan                                        | Peralada C. Sant Joan                                                               | 42° 18′ 28″ N, 3° 00′ 40″ E / 42.307755°N,3.011141°E | RI-51-0006023 | Castell Palau de Peralada (Peralada) · Vegeu més fotos d'aquest monument · Carregueu una nova foto d'aquest monument                                          |
| Castell de Vallgornera, Can Modest de les Torres                                                                      | BCIN 1221-MH    | Obra popular, romànic XIII, XVIII                                              | Peralada Veïnat de Vallgornera                                                      | 42° 18′ 20″ N, 3° 02′ 03″ E / 42.305552°N,3.034124°E | RI-51-0006025 | Castell de Vallgornera (Peralada) · Vegeu més fotos d'aquest monument · Carregueu una nova foto d'aquest monument                                             |
| Murs medievals a Vilanova de la Muga                                                                                  | BCIN 1222-MH    | Obra popular XV                                                                | Peralada C. Castelló, Vilanova de la Muga                                           | 42° 16′ 47″ N, 3° 02′ 33″ E / 42.279584°N,3.042598°E | RI-51-0006026 | Murs medievals a Vilanova de la Muga (Peralada) · Vegeu més fotos d'aquest monument · Carregueu una nova foto d'aquest monument                               |
| Mas de les Torres, el Castell de Vilanova, Can Tarrés                                                                 | BCIN 1223-MH    | Obra popular Medieval, XVII                                                    | Peralada C. Nou                                                                     | 42° 16′ 53″ N, 3° 02′ 38″ E / 42.281407°N,3.043835°E | RI-51-0006027 | Mas de les Torres (Peralada) · Vegeu més fotos d'aquest monument · Carregueu una nova foto d'aquest monument                                                  |
| Castell de Molins, Torre d'en Bac                                                                                     | BCIN 1283-MH    | Romànic XI-XII                                                                 | Pont de Molins Riba dreta de la Muga                                                | 42° 18′ 50″ N, 2° 55′ 12″ E / 42.313835°N,2.919992°E | RI-51-0006030 | Castell de Molins (Pont de Molins) · Vegeu més fotos d'aquest monument · Carregueu una nova foto d'aquest monument                                            |
| Castell de Montmarí                                                                                                   | BCIN 1284-MH    | Romànic XII                                                                    | Pont de Molins Veïnat de les Arugues                                                | 42° 18′ 59″ N, 2° 54′ 21″ E / 42.316519°N,2.905913°E | RI-51-0006031 | Castell de Montmarí (Pont de Molins) · Vegeu més fotos d'aquest monument · Carregueu una nova foto d'aquest monument                                          |
| Castell de Pontós | BCIN 1293-MH    | Obra popular XII                                                               | Pontós A 500 m a migdia de la vila, barri del Castell                               | 42° 10′ 56″ N, 2° 55′ 05″ E / 42.18232°N,2.918074°E  | RI-51-0006032 | Carregueu una nova foto d'aquest monument |
| Torre de l'Àngel | BCIN 1294-MH    | Obra popular XIX                                                               | Pontós A uns 500 m al nord, dalt d'un turó del pla de l'Àngel                       | 42° 11′ 23″ N, 2° 55′ 30″ E / 42.189636°N,2.924943°E | RI-51-0006033 | Torre de l'Àngel (Pontós) · Vegeu més fotos d'aquest monument · Carregueu una nova foto d'aquest monument                                                     |
| Mas el Castell | BCIN 1295-MH    | XV-XVI, XVII-XVIII                                                             | Pontós A 1 km al nord-oest de l'església de Sant Mer i Sant Celdoni                 | 42° 11′ 06″ N, 2° 53′ 29″ E / 42.184904°N,2.891306°E | RI-51-0006034 | Carregueu una nova foto d'aquest monument |
| Monestir de Sant Pere de Rodes, Sant Pere de Roda                                                                     | BCIN 181-MH-EN  | Preromànic, romànic, gòtic X, XII, XV, XVII                                    | El Port de la Selva Camí del Monestir                                               | 42° 19′ 24″ N, 3° 09′ 58″ E / 42.323292°N,3.166238°E | RI-51-0000348 | Monestir de Sant Pere de Rodes (el Port de la Selva) · Vegeu més fotos d'aquest monument · Carregueu una nova foto d'aquest monument                          |
| Castell de Verdera, Castell de Sant Salvador de Verdera                                                               | BCIN 1303-MH-EN | Romànic, obra popular XI, XIII                                                 | El Port de la Selva Muntanya de Sant Salvador                                       | 42° 19′ 12″ N, 3° 10′ 05″ E / 42.319957°N,3.167968°E | RI-51-0006039 | Castell de Verdera (el Port de la Selva) · Vegeu més fotos d'aquest monument · Carregueu una nova foto d'aquest monument                                      |
| Torre de Sant Baldiri                                                                                                 | BCIN 1304-MH    | Obra popular XVI                                                               | El Port de la Selva Camí de Sant Baldiri                                            | 42° 19′ 33″ N, 3° 13′ 47″ E / 42.325706°N,3.229794°E | RI-51-0006041 | Carregueu una nova foto d'aquest monument |
| Església de Santa Helena de Rodes, Santa Creu de Rodes                                                                | BCIN 1954-MH-EN | Preromànic, romànic, obra popular IX, XI, XV, XVI, XVIII                       | El Port de la Selva Antic poble de Santa Creu de Rodes                              | 42° 19′ 36″ N, 3° 09′ 36″ E / 42.326638°N,3.160048°E | RI-51-0009277 | Església de Santa Helena de Rodes (el Port de la Selva) · Vegeu més fotos d'aquest monument · Carregueu una nova foto d'aquest monument                       |
| Castell i torre de Querroig                                                                                           | BCIN 4382-MH    | Obra popular X, XIV                                                            | Portbou Pla de Querroig                                                             | 42° 26′ 17″ N, 3° 07′ 15″ E / 42.438152°N,3.120836°E | IPA-30602     | Castell i torre de Querroig (Portbou) · Vegeu més fotos d'aquest monument · Carregueu una nova foto d'aquest monument                                         |
| Memorial Passatges a Walter Benjamin                                                                                  | BCIN 4383-LH-EN | Darreres tendències Dani Karavan XX                                            | Portbou Al costat del cementiri                                                     | 42° 25′ 37″ N, 3° 09′ 48″ E / 42.426944°N,3.163333°E | IPA-45527     | Memorial Passatges a Walter Benjamin (Portbou) · Vegeu més fotos d'aquest monument · Carregueu una nova foto d'aquest monument                                |
| Monestir de Sant Quirze de Colera                                                                                     | BCIN 175-MH     | Preromànic, romànic, gòtic, obra popular IX-X, XI, XII-XIII, XIV-XV            | Rabós A 5 km al nord-est del nucli urbà, camí vell del coll de Banyuls              | 42° 24′ 58″ N, 3° 03′ 32″ E / 42.416233°N,3.058889°E | RI-51-0000562 | Monestir de Sant Quirze de Colera (Rabós) · Vegeu més fotos d'aquest monument · Carregueu una nova foto d'aquest monument                                     |
| Poblat visigòtic del Puig Rom, Castell del Puig Rom, Puig de les Muralles                                             | BCIN 176-MH     | VII-VIII                                                                       | Roses Puig de les Muralles, al nord del puig Rom                                    | 42° 15′ 22″ N, 3° 11′ 21″ E / 42.25621°N,3.18905°E   | RI-55-0000075 | Poblat visigòtic del Puig Rom (Roses) · Vegeu més fotos d'aquest monument · Carregueu una nova foto d'aquest monument                                         |
| Ciutadella i Monestir de Santa Maria                                                                                  | BCIN 183-CH     | Renaixement, gòtic, romànic XVI                                                | Roses Av. Rhode                                                                     | 42° 16′ 01″ N, 3° 10′ 12″ E / 42.266944°N,3.17°E     | RI-53-0000029 | Ciutadella (Roses) · Vegeu més fotos d'aquest monument · Carregueu una nova foto d'aquest monument                                                            |
| Castell de la Trinitat, Castell de la Poncella, Fort de la Santíssima Trinitat                                        | BCIN 1314-MH    | XVI                                                                            | Roses Punta Poncella                                                                | 42° 14′ 50″ N, 3° 11′ 02″ E / 42.247348°N,3.183786°E | RI-51-0006055 | Castell de la Trinitat (Roses) · Vegeu més fotos d'aquest monument · Carregueu una nova foto d'aquest monument                                                |
| Castell de Bufalaranya, Castell de Bufraganyes, Castell d'en Bufalaranya, Castell de Pinna Negra                      | BCIN 1315-MH    | X-XIV                                                                          | Roses Ctra. de Roses a Cadaqués, km 5, vall de la Trencada                          | 42° 17′ 43″ N, 3° 11′ 40″ E / 42.295326°N,3.194454°E | RI-51-0006056 | Castell de Bufalaranya (Roses) · Vegeu més fotos d'aquest monument · Carregueu una nova foto d'aquest monument                                                |
| Castell de la Garriga                                                                                                 | BCIN 1316-MH    | XIV-XVI                                                                        | Roses Paratge de la Garriga, a l'oest de la carretera a Palau-saverdera, km 1       | 42° 16′ 46″ N, 3° 09′ 13″ E / 42.279493°N,3.153592°E | RI-51-0006058 | Castell de la Garriga (Roses) · Vegeu més fotos d'aquest monument · Carregueu una nova foto d'aquest monument                                                 |
| Torre del Sastre | BCIN 1317-MH    | XVI-XVII                                                                       | Roses Serrat de la Torre del Sastre                                                 | 42° 14′ 49″ N, 3° 12′ 55″ E / 42.246876°N,3.215354°E | RI-51-0006059 | Torre del Sastre (Roses) · Vegeu més fotos d'aquest monument · Carregueu una nova foto d'aquest monument                                                      |
| Torre de Can Figa, Mas Figa, Can Figa                                                                                 | BCIN 1318-MH    | XVI-XVII                                                                       | Roses Crta. de Montjoi, pista de Jòncols, pista de Puig Alt est                     | 42° 16′ 23″ N, 3° 14′ 05″ E / 42.273001°N,3.234666°E | RI-51-0006062 | Torre de Can Figa (Roses) · Vegeu més fotos d'aquest monument · Carregueu una nova foto d'aquest monument                                                     |
| Casa Rozes | BCIN 1880-MH-EN | Racionalisme XX Mitjan                                                         | Roses Av. de Díaz Pacheco, 184, punta de Canyelles Grosses                          | 42° 14′ 16″ N, 3° 12′ 29″ E / 42.237831°N,3.208104°E | RI-51-0007009 | Casa Rozes (Roses) · Vegeu més fotos d'aquest monument · Carregueu una nova foto d'aquest monument                                                            |
| Castell de Sant Llorenç                                                                                               | BCIN 1491-MH    | Obra popular XII-XIII                                                          | Sant Llorenç de la Muga C. del Barri                                                | 42° 19′ 12″ N, 2° 47′ 09″ E / 42.319951°N,2.785763°E | RI-51-0006092 | Castell de Sant Llorenç (Sant Llorenç de la Muga) · Vegeu més fotos d'aquest monument · Carregueu una nova foto d'aquest monument                             |
| Torre de guaita | BCIN 1492-MH    | Romànic XII, XIII                                                              | Sant Llorenç de la Muga A llevant del nucli, a l'altra banda del riu                | 42° 19′ 04″ N, 2° 47′ 25″ E / 42.31773°N,2.790353°E  | RI-51-0006094 | Torre de guaita (Sant Llorenç de la Muga) · Vegeu més fotos d'aquest monument · Carregueu una nova foto d'aquest monument                                     |
| Fortificacions a Sant Llorenç de la Muga, portal de Dalt i portal de Baix                                             | BCIN 1702-MH    | Obra popular XIII-XIV                                                          | Sant Llorenç de la Muga C. del Barri, c. del Pont                                   | 42° 19′ 10″ N, 2° 47′ 16″ E / 42.319539°N,2.787665°E | RI-51-0006093 | Fortificacions a Sant Llorenç de la Muga · Vegeu més fotos d'aquest monument · Carregueu una nova foto d'aquest monument                                      |
| Església de Sant Miquel de Fluvià                                                                                     | BCIN 202-MH     | Romànic, gòtic XI, XII, XVI                                                    | Sant Miquel de Fluvià Pl. de l'Església                                             | 42° 10′ 19″ N, 2° 59′ 30″ E / 42.171808°N,2.991732°E | RI-51-0000563 | Església de Sant Miquel de Fluvià · Vegeu més fotos d'aquest monument · Carregueu una nova foto d'aquest monument                                             |
| Castell de Sant Mori                                                                                                  | BCIN 1516-MH    | Gòtic, obra popular XV-XVI                                                     | Sant Mori C. de la Marquesa de Sant Mori                                            | 42° 09′ 14″ N, 2° 59′ 27″ E / 42.153946°N,2.990729°E | RI-51-0006102 | Castell de Sant Mori · Vegeu més fotos d'aquest monument · Carregueu una nova foto d'aquest monument                                                          |
| Casa Caramany, Castell de Sant Pere Pescador                                                                          | BCIN 1531-MH    | Obra popular XVI, XVIII, XIX                                                   | Sant Pere Pescador Pl. de l'Església, 5                                             | 42° 11′ 19″ N, 3° 04′ 55″ E / 42.188519°N,3.081956°E | RI-51-0006103 | Casa Caramany (Sant Pere Pescador) · Vegeu més fotos d'aquest monument · Carregueu una nova foto d'aquest monument                                            |
| Muralles de Sant Pere Pescador                                                                                        | BCIN 1532-MH    | Obra popular XV                                                                | Sant Pere Pescador C. del Forn - c. Verge del Portalet                              | 42° 11′ 19″ N, 3° 04′ 54″ E / 42.188657°N,3.08174°E  | RI-51-0006104 | Muralles de Sant Pere Pescador · Vegeu més fotos d'aquest monument · Carregueu una nova foto d'aquest monument                                                |
| Església parroquial de Santa Eugènia de Saus                                                                          | BCIN 396-MH     | Gòtic tardà, obra popular XII, XIV, XVIII                                      | Saus, Camallera i Llampaies C. de l'Església, Saus                                  | 42° 07′ 57″ N, 2° 58′ 43″ E / 42.132393°N,2.978668°E | RI-51-0006109 | Església parroquial de Santa Eugènia de Saus (Saus, Camallera i Llampaies) · Vegeu més fotos d'aquest monument · Carregueu una nova foto d'aquest monument    |
| Església fortificada de Sant Martí de Llampaies                                                                       | BCIN 1846-MH    | Romànic, obra popular XII, XIV, XVIII                                          | Saus, Camallera i Llampaies Nucli urbà de Llampaies                                 | 42° 07′ 16″ N, 2° 56′ 12″ E / 42.121096°N,2.936686°E | RI-51-0006110 | Església fortificada de Sant Martí de Llampaies (Saus, Camallera i Llampaies) · Vegeu més fotos d'aquest monument · Carregueu una nova foto d'aquest monument |
| Restes d'antigues muralles, Torre de Can Birba, Torre d'en Vergés, Torre d'en Mullada o d'en Picó, Torre de Can vives | BCIN 1553-MH    | Gòtic tardà, obra popular XVI-XVII                                             | La Selva de Mar Pl. de la Constitució, pl. del Camp de l'Obra, pujada del Camí Vell | 42° 19′ 26″ N, 3° 11′ 11″ E / 42.323817°N,3.186368°E | RI-51-0006111 | Restes d'antigues muralles (la Selva de Mar) · Vegeu més fotos d'aquest monument · Carregueu una nova foto d'aquest monument                                  |
| Castell de Siurana | BCIN 1574-MH    | Medieval                                                                       | Siurana Darrere l'església                                                          | 42° 12′ 33″ N, 2° 59′ 41″ E / 42.209222°N,2.994647°E | RI-51-0006118 | Castell de Siurana (Alt Empordà) · Vegeu més fotos d'aquest monument · Carregueu una nova foto d'aquest monument                                              |
| Castell Terrades, Castell de la Roca, el Castellot                                                                    | BCIN 1620-MH    | Obra popular XIII-XIV                                                          | Terrades Puig de la Roca                                                            | 42° 18′ 27″ N, 2° 51′ 32″ E / 42.307384°N,2.858819°E | RI-51-0006848 | Castell Terrades (Terrades) · Vegeu més fotos d'aquest monument · Carregueu una nova foto d'aquest monument                                                   |
| Castell de Palau-surroca                                                                                              | BCIN 1621-MH    | Romànic, gòtic X, XIII-XV, XVII-XVIII, XIX                                     | Terrades Veïnat de Palau-surroca                                                    | 42° 17′ 53″ N, 2° 52′ 18″ E / 42.298098°N,2.871733°E | RI-51-0006122 | Castell de Palau-surroca (Terrades) · Vegeu més fotos d'aquest monument · Carregueu una nova foto d'aquest monument                                           |
| La Força, o Torre de Ca l'Albanyà i muralles                                                                          | BCIN 1444-MH    | Obra popular XIII-XIV                                                          | Torroella de Fluvià C. la Força                                                     | 42° 10′ 29″ N, 3° 02′ 26″ E / 42.174609°N,3.040556°E | RI-51-0006124 | La Força (Torroella de Fluvià) · Vegeu més fotos d'aquest monument · Carregueu una nova foto d'aquest monument                                                |
| Recinte fortificat de Vilacolum                                                                                       | BCIN 1658-MH    | Obra popular XIII-XIV                                                          | Torroella de Fluvià C. Josep Pont                                                   | 42° 11′ 40″ N, 3° 02′ 14″ E / 42.194343°N,3.037152°E | RI-51-0006125 | Recinte fortificat de Vilacolum (Torroella de Fluvià) · Vegeu més fotos d'aquest monument · Carregueu una nova foto d'aquest monument                         |
| Església de l'antic priorat de Sant Tomàs de Fluvià                                                                   | BCIN 4275-MH-EN | Romànic XI                                                                     | Torroella de Fluvià Veïnat de Sant Tomàs de Fluvià                                  | 42° 10′ 52″ N, 3° 00′ 35″ E / 42.181054°N,3.009641°E | IPA-20367     | Església de l'antic priorat de Sant Tomàs de Fluvià (Torroella de Fluvià) · Vegeu més fotos d'aquest monument · Carregueu una nova foto d'aquest monument     |
| Castell de Pelacalç                                                                                                   | BCIN 1733-MH    | Obra popular XII-XIII                                                          | Ventalló Dins del nucli urbà de Pelacalç                                            | 42° 08′ 43″ N, 3° 04′ 15″ E / 42.145415°N,3.070915°E | RI-51-0006152 | Carregueu una nova foto d'aquest monument |
| Casa del Delme, antic castell                                                                                         | BCIN 1734-MH    | Obra popular XVI-XVII                                                          | Ventalló C. Major - pl. Major                                                       | 42° 08′ 55″ N, 3° 01′ 37″ E / 42.148719°N,3.026957°E | RI-51-0006153 | Casa del Delme (Ventalló) · Vegeu més fotos d'aquest monument · Carregueu una nova foto d'aquest monument                                                     |
| Palau dels Margarit, Ca l'Isern, Palau de Montiró                                                                     | BCIN 1735-MH    | Renaixement, obra popular XVII                                                 | Ventalló C. Palau, 1, Montiró                                                       | 42° 09′ 18″ N, 3° 04′ 11″ E / 42.154929°N,3.06976°E  | RI-51-0006155 | Palau dels Margarit (Ventalló) · Vegeu més fotos d'aquest monument · Carregueu una nova foto d'aquest monument                                                |
| Torre a Cal Ferrer, Torre a Vila-robau                                                                                | BCIN 1737-MH    | Gòtic, obra popular XV-XVI, XVII-XVIII                                         | Ventalló C. Rectoria, 5 - pl. de la Rectoria, Vila-robau                            | 42° 09′ 54″ N, 3° 00′ 31″ E / 42.164911°N,3.008548°E | RI-51-0006158 | Torre a Cal Ferrer (Ventalló) · Vegeu més fotos d'aquest monument · Carregueu una nova foto d'aquest monument                                                 |
| Porta i murs de Ventalló                                                                                              | BCIN 1925-MH    | Medieval                                                                       | Ventalló                                                                            | 42° 08′ 54″ N, 3° 01′ 37″ E / 42.148403°N,3.026844°E | RI-51-0006154 | Carregueu una nova foto d'aquest monument |
| Mas Parramon | BCIN 4363-MH    | Obra popular XVII                                                              | Ventalló C. del Pou - c. del Mar                                                    | 42° 08′ 56″ N, 3° 01′ 39″ E / 42.148866°N,3.027409°E | IPA-20380     | Mas Parramon (Ventalló) · Vegeu més fotos d'aquest monument · Carregueu una nova foto d'aquest monument                                                       |
| Canònica de Santa Maria de Vilabertran, Monestir de Santa Maria de Vilabertran                                        | BCIN 232-MH     | Romànic, gòtic, gòtic tardà, obra popular XI-XII, XII-XIII, XIV-XV, XVI, XVIII | Vilabertran C. Abadia, 4                                                            | 42° 16′ 56″ N, 2° 58′ 45″ E / 42.28215°N,2.979046°E  | RI-51-0000353 | Canònica de Santa Maria de Vilabertran · Vegeu més fotos d'aquest monument · Carregueu una nova foto d'aquest monument                                        |
| Castell de Sant Feliu de la Garriga                                                                                   | BCIN 1754-MH    | Obra popular XVII                                                              | Viladamat Al sud-oest del nucli urbà                                                | 42° 07′ 10″ N, 3° 03′ 13″ E / 42.11933°N,3.053487°E  | RI-51-0006167 | Castell de Sant Feliu de la Garriga (Viladamat) · Vegeu més fotos d'aquest monument · Carregueu una nova foto d'aquest monument                               |
| Portal i restes de mur                                                                                                | BCIN 1755-MH    | Obra popular XIV-XV                                                            | Viladamat Dins del nucli urbà, a llevant de l'església parroquial de Sant Quirze    | 42° 08′ 00″ N, 3° 04′ 32″ E / 42.133384°N,3.075486°E | RI-51-0006168 | Portal i restes de mur (Viladamat) · Vegeu més fotos d'aquest monument · Carregueu una nova foto d'aquest monument                                            |
| Castell de Palol Sabaldòria i Església de Sant Miquel                                                                 | BCIN 1767-MH    | Romànic, preromànic XI-XII, X                                                  | Vilafant Palol Sabaldòria, ctra. de Vilafant                                        | 42° 14′ 37″ N, 2° 56′ 46″ E / 42.243513°N,2.946208°E | RI-51-0006178 | Castell de Palol Sabaldòria i Església de Sant Miquel (Vilafant) · Vegeu més fotos d'aquest monument · Carregueu una nova foto d'aquest monument              |
| Castell de Quermançó, Castell de Carmençó                                                                             | BCIN 1771-MH    | Obra popular X, XIII, XV                                                       | Vilajuïga Ctra. N-260 de Figueres a Roses, km 24, a uns 200 m                       | 42° 20′ 24″ N, 3° 05′ 31″ E / 42.339999°N,3.092077°E | RI-51-0006179 | Castell de Quermançó (Vilajuïga) · Vegeu més fotos d'aquest monument · Carregueu una nova foto d'aquest monument                                              |
| Castell de Miralles                                                                                                   | BCIN 1772-MH    | Obra popular Medieval                                                          | Vilajuïga Ctra. N-260, km 20, sobre la Roca de Miralles o Roca Pujolar              | 42° 20′ 31″ N, 3° 07′ 56″ E / 42.342037°N,3.132155°E | RI-51-0006180 | Carregueu una nova foto d'aquest monument |
| Torre i església fortificada, Església parroquial de l'Assumpció de la Mare de Déu                                    | BCIN 1777-MH    | Romànic, gòtic XII-XIII, XIV-XV                                                | Vilamacolum C. de l'Església                                                        | 42° 11′ 42″ N, 3° 03′ 30″ E / 42.195013°N,3.058322°E | RI-51-0006184 | Torre i església fortificada (Vilamacolum) · Vegeu més fotos d'aquest monument · Carregueu una nova foto d'aquest monument                                    |
| L'Abadia, Ca n'Isern                                                                                                  | BCIN 1778-MH    | Gòtic, obra popular XIII-XIV, XVI-XVII, XX Final                               | Vilamalla Pl. Figueres, 3                                                           | 42° 13′ 06″ N, 2° 58′ 11″ E / 42.218334°N,2.969613°E | RI-51-0006185 | Carregueu una nova foto d'aquest monument |
| El Castell, o Can Gorgot                                                                                              | BCIN 1779-MH    | Obra popular XVII                                                              | Vilamaniscle Av. Àngels Gorgot, 1                                                   | 42° 22′ 32″ N, 3° 04′ 01″ E / 42.375533°N,3.067076°E | RI-51-0006186 | El Castell (Vilamaniscle) · Vegeu més fotos d'aquest monument · Carregueu una nova foto d'aquest monument                                                     |
| Castell dels Moros, Castell dels Solers                                                                               | BCIN 1780-MH    | Obra popular XIII-XIV                                                          | Vilanant Ctra. de Vilanant a Cistella, a 2 km                                       | 42° 14′ 55″ N, 2° 51′ 57″ E / 42.248576°N,2.865814°E | RI-51-0006188 | Castell dels Moros (Vilanant) · Vegeu més fotos d'aquest monument · Carregueu una nova foto d'aquest monument                                                 |
| Casal fortificat, el Castell                                                                                          | BCIN 1781-MH    | XVI                                                                            | Vilanant C. Mossèn Joan Almar, 1                                                    | 42° 15′ 18″ N, 2° 53′ 21″ E / 42.254989°N,2.889055°E | RI-51-0006187 | Casal fortificat (Vilanant) · Vegeu més fotos d'aquest monument · Carregueu una nova foto d'aquest monument                                                   |
| Ruïnes d'un edifici fortificat                                                                                        | BCIN 1782-MH    | Obra popular XIII-XV                                                           | Vilanant Veïnat de Coquells, a migdia de l'ermita de Sant Salvador de Coquells      | 42° 16′ 27″ N, 2° 52′ 03″ E / 42.274257°N,2.867386°E | RI-51-0006189 | Ruïnes d'un edifici fortificat (Vilanant) · Vegeu més fotos d'aquest monument · Carregueu una nova foto d'aquest monument                                     |
| Castell de Vila-sacra, l'Abadia o Casa de l'Abat                                                                      | BCIN 1798-MH    | Romànic, gòtic XIII-XIV, XV-XVI, XVIII                                         | Vila-sacra A ponent de l'església de St. Esteve                                     | 42° 15′ 58″ N, 3° 01′ 05″ E / 42.266086°N,3.017992°E | RI-51-0006190 | Castell de Vila-sacra · Vegeu més fotos d'aquest monument · Carregueu una nova foto d'aquest monument                                                         |
| Església de Sant Esteve                                                                                               | BCIN 1832-MH    | Romànic, barroc XI, XIII, XVII-XVIII                                           | Vila-sacra Pl. de l'Església, 1                                                     | 42° 15′ 58″ N, 3° 01′ 06″ E / 42.266115°N,3.018287°E | RI-51-0006191 | Església de Sant Esteve (Vila-sacra) · Vegeu més fotos d'aquest monument · Carregueu una nova foto d'aquest monument                                          |
| Antiga muralla | BCIN 1814-MH    | Gòtic tardà, obra popular XIII-XIV, XVI                                        | Vilaür Nucli antic de Vilaür                                                        | 42° 08′ 37″ N, 2° 57′ 19″ E / 42.143637°N,2.955247°E | RI-51-0006192 | Antiga muralla (Vilaür) · Vegeu més fotos d'aquest monument · Carregueu una nova foto d'aquest monument                                                       |

## Patrimoni arqueològic
| Monument                                                                         | Protecció       | Estil/època | Localització                                         | Coordenades                                          | Codi?         | Imatge |
| -------------------------------------------------------------------------------- | --------------- | --- | ---------------------------------------------------- | ---------------------------------------------------- | ------------- | --- |
| Empúries                                                                         | BCIN 2027-ZA    | Lloc d'habitació amb estructures conservades, ciutat Des de Ferro-Ibèric Antic a Medieval Domini visigòtic (-600/715)                                                                                  | L'Escala                                             | 42° 08′ 05″ N, 3° 07′ 14″ E / 42.134722°N,3.120556°E | RI-55-0000023 | Empúries (l'Escala) · Vegeu més fotos d'aquest monument · Carregueu una nova foto d'aquest monument             |
| Inscultures de Ca n'Isaac                                                        | BCIN ZA         | Lloc amb representació gràfica sobre pedra, gravat Des de Neolític a Bronze (-5500/-650) | Palau-saverdera Urbanització de Mas Isaac            | 42° 18′ 58″ N, 3° 08′ 04″ E / 42.316159°N,3.134367°E | IPAPC-5679    | Carregueu una nova foto d'aquest monument                                                                       |
| Jaciment de Mas Castellar                                                        | BCIN 4338-ZA-EN | Lloc d'habitació amb estructures conservades, poblat. Lloc o centre de producció, explotació ceramista, explotació agrícola, camp de sitges Des de Ferro-Ibèric Antic fins a Romà República (-650/-50) | Pontós A uns 100 metres al nord del Mas Castellar    | 42° 12′ 03″ N, 2° 54′ 05″ E / 42.200895°N,2.901437°E | IPAPC-5729    | Carregueu una nova foto d'aquest monument                                                                       |
| Pedres 1-6 de les Creus de Carena, o inscultures i creus del Barranc de l'Infern | BCIN ZA         | Lloc amb representació gràfica sobre pedra, gravat Des de Neolític Mig-Recent a Calcolític (-3500/-1800)                                                                                               | El Port de la Selva Cim del puig de la Carena        | 42° 19′ 53″ N, 3° 07′ 48″ E / 42.331391°N,3.130025°E | IPAPC-13435   | Carregueu una nova foto d'aquest monument                                                                       |
| La Creu d'en Cobertella                                                          | BCIN 2032-ZA    | Lloc d'enterrament Inhumació col·lectiu, dolmen Neolític Mig-Recent (-3500/-2500) | Roses Entre les rieres de la Vila i de la Quarentena | 42° 15′ 25″ N, 3° 11′ 50″ E / 42.256909°N,3.197255°E | RI-55-0000527 | La Creu d'en Cobertella (Roses) · Vegeu més fotos d'aquest monument · Carregueu una nova foto d'aquest monument |

A més, alguns monuments històrics estan inclosos també en l'Inventari del Patrimoni Arqueològic i Paleontològic de Catalunya (IPAPC) per tenir protegit igualment el seu subsol o l'entorn. Empúries i la Ciutadella de Roses són conjunts arqueològics que inclouen diferents jaciments.